# Alexandre Lapaouri
Alexandre Alexandrovitch Lapaouri (Алекса́ндр Алекса́ндрович Лапау́ри), né le 15 juin 1926 à Moscou où il est mort le 6 août 1975, est un danseur classique, chorégraphe et maître de ballet soviétique. Il était soliste du théâtre Bolchoï.

## Biographie
Il porte le même prénom que son père Alexandre Lapaouri né à Tiflis dans une famille géorgienne. Sa mère, Rimma Andreïevna, née Vladimirova, est moscovite de souche. Alexandre Lapaouri s'est marié avec la ballerine Raïssa Stroutchkova qu'il connaissait depuis l'enfance.
Alexandre Lapaouri est diplômé en 1944 de l'Académie chorégraphique de Moscou où il était l'élève en particulier de Nikolaï Tarassov. En octobre 1944, il est accepté dans la troupe du théâtre Bolchoï. Pendant presque deux décennies où il est soliste, Lapaouri interprète plus de deux cents rôles; mais c'est surtout au début des années 1960 qu'il atteint une grande popularité avec ses chorégraphies, comme Chanson de la forêt ou Le Lieutenant Kijé.
De 1944 à 1967, il est artiste de ballet du Bolchoï, maître des pas de deux. Il a été le partenaire de grandes ballerines comme Marina Semionova ou Galina Oulanova.
Il meurt dans un accident de voiture à l'âge de 49 ans. Il est enterré au cimetière de la Présentation de Moscou (29e division).

## Quelques rôles de son répertoire
- 1945: l'Hindou (création du rôle), dans le ballet Cendrillon de Prokofiev, chorégraphie de Rostislav Zakharov
- 1945 : l'acteur dans le ballet Flammes de Paris d'Assafiev, chorégraphie de Vassili Vainonen
- 1956 : le commandeur dans le ballet Laurencia de Krein, chorégraphie de Vakhtang Tchaboukiani
- Roméo et Juliette de Prokofiev, chorégraphie de Leonid Lavrovski: Paris, Capulet
- Raymonda de Glazounov, chorégraphie de Petipa: Jean de Brienne, Abdourakhman
- Giselle d'Adam sur un livret d'Henri de Saint-Georges, Théophile Gautier et Jean Coralli

## Pédagogue
- 1945-1961 : enseignant au MKhOu
- 1952 : enseignement à la section de chorégraphie du Gitis
- 1972 : nommé professeur du Gitis

## Chorégraphies
- 1958: Alexandre Lapaouri est diplômé de la faculté de chorégraphie du Gitis (classe de Rostislav Zakharov). Il travaille au théâtre Bolchoï en tant que chorégraphe-metteur en scène et pédagogue-répétiteur.
- Lapaouri a créé plusieurs chorégraphies dont:
- 1961: Chanson de la forêt («Лесная песня»), de German Joukovski;
- 1963: Le Lieutenant Kijé («Подпоручик Киже»), sur une musique de Prokofiev, théâtre Bolchoï de Moscou;
- 1964: Falaise («Утёс», de Khatchatourian, théâtre d'opéra et de ballet Djalil de Kazan;
- 1964: Légende vivante («Ожившая легенда») de Medtner, théâtre d'opéra et de ballet Djalil de Kazan;
- 1965: L'Appel de la patrie («Зов отчизны») de Khatchatourian, théâtre Chevtchenko de Kiev.

## Filmographie
- 1951 : adage du ballet Le Lac des cygnes (Odette est interprétée par Marina Semionova)
- 1951 : Le Grand Concert (Большой концерт), pas de deux filmés pour la télévision
- 1954 : Roméo et Juliette, ballet filmé
- 1973 : Raymonda, ballet filmé
- 1969 : Le Lieutenant Kijé (Подпоручик Киже), ballet filmé
- 1970 : Ton nom (Имя твоё), ballet filmé

## Distinctions
- Ordre de l'Insigne d'honneur (15 septembre 1959)
- Médaille de la Distinction au travail (27 mai 1951)[1]
- Artiste émérite de la RSFSR (1955)

## Publications
- 1969: «Как судят Терпсихору?» Comment on juge Terpsichore?, éd. «Журналист» (Journaliste), n° 1, en collaboration avec Raïssa Stroutchkova
- 1983: Souvenirs à propos de Lavrovski («Воспоминания о Лавровском»), dans le recueil L.M. Lavrovski

## Souvenirs
Une fois, à la fin du spectacle de fin d'année de l'école, les élèves devaient porter des panneaux avec les lettres du slogan «Les cadres décident de tout !» (Кадры решают всё!). Stroutchkova portait la lettre «Ю» et Lapaouri devait porter la première lettre «К». Pour se tenir à côté de lui, sans hésitation, il a remis son «К» à un ami, et a pris la lettre «Т».

Pour une représentation de Lakmé, la partenaire de Lapaouri, E. Tchekvaïdzé, avait décidé de mettre son propre bracelet qui lui semblait mieux adapté que celui fabriqué pour elle par les ouvriers du magasin d'accessoires. La ballerine avait une manie: avant d'être  portée par son danseur, elle devait, du moins du bout du doigt, «pousser» légèrement la tête de son partenaire. Cela donnait confiance à la ballerine. Après s'être préparée au porté, Tchekvaïdzé, d'un mouvement à peine perceptible, a touché la tête de Lapaouri avec la main gauche, mais la perruque noire de l'Hindou (rôle de Lapaouri), s'est nonchalamment accrochée au bracelet, s'est envolée avec la danseuse, exposant les cheveux blonds bouclés du danseur. Les participants à cette scène malheureuse se sont étouffés de rire et les interprètes découragés l'ont à peine menée à son terme. Après la représentation, la ballerine a dû rédiger une note explicative afin de protéger les accessoiristes d'une punition imméritée.
— Extrait du livre de V.Teider intitulé Alexandre Lapaouri, lire en ligne. Lorsque l'école de ballet a été évacuée les élèves se sont retrouvés ainsi que le jeune Lapaouri dans la ville de Vassilsoursk pendant la guerre. Cela est relaté par le Journal de Kassian Goleïzovski paru en 2010 sous le chapitre de L'École de ballet de Moscou à Vassilsoursk (1941-1943).

## Source de la traduction
- (ru) Cet article est partiellement ou en totalité issu de l’article de Wikipédia en russe intitulé « Лапаури, Александр Александрович » (voir la liste des auteurs).